# Sveti Grgur (otok)
Koordinati:   44°52′30″N, 14°45′06″E
Sveti Grgur je nenaseljen otok v Jadranskem morju, ki pripada Hrvaški.
Otok leži v Kvarnerskem zalivu. Njegova površina je 6,37 km². Najvišji vrh je 225 mnm visoki  Standarac. Dolžina obalnega pasu meri 14,528 km. Otok leži v Kvarnerskem zalivu med otokoma Prvić na severovzhodu in Rabom, ki leži 1 km južno od Grgurja. Od kopnega, ki je oddaljeno 6 km, ga loči Velebitski kanal.
V zalivu Sv. Grgur, ki leži na severovzhodni strani otoka, so ohranjene  ruševine starih zgradb. Otok Grgur prebivalci Raba že iz davnih časov uporabljajo za pašnjo ovc.
Od začetka 20. stoleta pa do leta 1988 je bil na otoku ženski kazensko popravni zavod (zapor). Nekdanji zapor, ki je stal vzhodno od obale zaliva Sv. Grgur je sedaj mogoče obiskati. Objekti zapora so v ruševinah. V turistični sezoni na obali bivšega zaporniškega pristanišča deluje manjša restavracija. 